# Breakfast in Biarritz
Breakfast in Biarritz is het tweede livealbum van de Britse band Arena. Het album bevat opnamen van het concert dat de band gaf in Paradiso op 17 oktober 2000 in het kader van hun Immortal?-toer. De tour werd samen gehouden met Pain of Salvation.

## Musici
- Rob Sowden – zang
- John Mitchell – gitaar, zang
- Ian Salmon – basgitaar
- Clive Nolan – toetsinstrumenten, zang
- Mick Pointer – slagwerk

## Muziek
| Nr. | Titel               | Duur |
| --- | ------------------- | ---- |
| 1.  | Moviedrome          |      |
| 2.  | Crack in the ice    |      |
| 3.  | Double vision       |      |
| 4.  | Midas vision        |      |
| 5.  | Serenity            |      |
| 6.  | The butterfly man   |      |
| 7.  | The hanging tree    |      |
| 8.  | A state of grace    |      |
| 9.  | Enemy without       |      |
| 10. | Crying for help VII |      |

| Nr. | Titel                     | Duur |
| --- | ------------------------- | ---- |
| 1.  | Chosen                    |      |
| 2.  | Elea                      |      |
| 3.  | Friday’s dream            |      |
| 4.  | Arena documentary (video) |      |